# Багатуров, Христофор Иванович
Христофор Иванович Багатуров (1861 — ?) — врач, депутат Государственной думы I созыва от Елисаветпольской губернии

## Биография
По национальности армянин, армяно-григорианского вероисповедания. Из дворян. Окончил медицинский факультет Московского университета. Врач. Был выслан в административном порядке в Оренбургскую губернию, за несколько дней до выборов, в Думу вернулся из ссылки. Член Конституционно-демократической партии.
16 мая 1906 избран в Государственную думу I созыва от армянского населения Елисаветпольской губернии. Помимо фракции кадетов, входил и в Мусульманскую фракцию. Выступая в Думе о событиях так называемой армяно-татарской резни 1905—1906 гг., Багатуров сказал, что «сумма бедствий в одной только Елисаветпольской губернии за год по числу жертв и размерам разорения, быть может, превышает все еврейские погромы, вместе взятые».
Встречаются сообщения, что 10 июля 1906 года в г. Выборге Багатуров подписал «Выборгское воззвание» и осужден по ст. 129, ч. 1, п. п. 51 и 3 Уголовного Уложения и приговорен к 3 месяцам тюрьмы и лишен права быть избранным. Имя Багатурова упоминалось на некоторых листовках «Выборгского воззвания». Но другие источники участие Х. И. Багатурова в Выборгском воззвании не подтверждают.
Дальнейшая судьба неизвестна.